# What the Hell
"What the Hell" é uma canção da cantora canadense Avril Lavigne, contida em seu quarto álbum de estúdio, Goodbye Lullaby (2011). Foi lançada como o primeiro single do disco em 1.º de janeiro de 2011, data em que foi liberada gratuitamente para download no perfil de Lavigne no Facebook. A faixa foi composta pela intérprete juntamente com os suecos Max Martin e Shellback, sendo os dois últimos responsáveis também por sua produção. "What the Hell" surgiu após Lavigne ser pressionada por sua gravadora para lançar um material mais comerciável, em contraste com a sonoridade "despojada" majoritariamente presente em Goodbye Lullaby.  Descrita por Lavigne como "uma mensagem ampla sobre liberdade pessoal" e "a mais pop do disco", a faixa foi gravada nos estúdios Maratone, localizados na capital sueca de Estocolmo, durante uma viagem da cantora ao país.
A mídia, em geral, elogiou a sonoridade de "What the Hell" e a comparou a "Girlfriend", canção lançada por Lavigne em 2007. Alguns comentaristas, porém, não foram favoráveis, descrevendo "What the Hell" como "sem inspiração". Comercialmente, obteve grande sucesso no Japão, onde assumiu a vice-liderança e terminou o ano de 2011 como a décima mais bem-sucedida no país. Em outras regiões, como Austrália, Canadá e Nova Zelândia, também desempenhou-se positivamente, alcançando posições entre os dez melhores postos. O mesmo, no entanto, não ocorreu no Reino Unido e tampouco nos Estados Unidos, onde atingiu a 11.ª colocação da Billboard Hot 100.
Seu videoclipe, lançado em 23 de janeiro de 2010 na página da ABC Family, foi dirigido por Marcus Raboy e exibe Lavigne fugindo de seu parceiro até que ele a encontre novamente. A aparição da cantora em peças íntimas nas cenas iniciais, notada como um sinal de sua maturação, recebeu elogios midiáticos, mas a divulgação ao longo do vídeo de produtos da artista (as fragrâncias Black Star e Forbidden Rose e sua linha de roupas Abbey Dawn) e de outras marcas foi negativamente criticada. "What the Hell" foi apresentada ao vivo pela primeira vez no especial de Ano-Novo Dick Clark's New Year's Rockin' Eve e, além disso, foi incluída no repertório da The Black Star Tour e de suas turnês subsequentes.

## Antecedentes e lançamento
O terceiro álbum de estúdio de Lavigne, The Best Damn Thing, foi lançado em 2007 e obteve grande sucesso comercial em conjunto com seu single de avanço, "Girlfriend". Em novembro de 2008, um mês após a conclusão da turnê associada ao disco, a cantora iniciou a gravação de um novo álbum em um estúdio caseiro, contando com o apoio de seu então esposo Deryck Whibley. Apesar do anúncio de sua separação de Whibley em setembro de 2009, ela já havia concluído o projeto e pretendia lançá-lo ainda em novembro do mesmo ano, porém sofreu atrasos devido a cobranças da RCA Records, gravadora da qual era contratada. Nesse meio tempo, concentrou-se em assuntos relacionados a sua linha de roupas, Abbey Dawn, e a sua fundação filantrópica, bem como lançou sua primeira fragrância, Black Star. Em janeiro de 2010, Lavigne compôs "Alice" como tema para o longa-metragem Alice no País das Maravilhas (2010), dirigido por Tim Burton; a faixa aparece nos créditos finais do filme e serviu como o primeiro single de Almost Alice, compilação de canções inspiradas na obra. Em novembro, a artista, em carta aberta publicada em sua página oficial, revelou que sua gravadora era a razão de seu quarto álbum de estúdio, intitulado Goodbye Lullaby, ainda não ter sido lançado, pois este se encontrava concluído a um ano atrás. Como executivos da RCA desejavam uma sonoridade mais "rítmica [e] dançante", em contraste com o estilo "despojado" do restante do material, Lavigne viajou a Suécia, a fim de trabalhar com Max Martin. Eles compuseram juntamente com Shellback, outro produtor sueco, "What the Hell", que foi gravada nos estúdios Maratone, localizados em Estocolmo, capital do país.
A contar de 1.º de janeiro de 2011, "What the Hell" foi liberada para ser baixada gratuitamente por 48 horas seguidas. Para obter o brinde, era preciso seguir a página oficial de Lavigne no Facebook ainda naquela data. A RCA Records enviou-a em 10 do mesmo mês para as rádios dos Estados Unidos e, no dia seguinte, lançou-a nas plataformas digitais pagas como o primeiro single de Goodbye Lullaby.

## Composição
"What the Hell" é "a [canção] mais pop" em Goodbye Lullaby, segundo Lavigne, que a definiu como "um hino divertido e engraçado" reminiscente a seus trabalhos pop rock anteriores. Contendo influências de power pop, bubblegum pop e pop punk, a obra se inicia com seu característico "riff de teclado retrô" e palmas. A inclusão do teclado atraiu comparações com o gênero rock de garagem e a banda The Hives. De acordo com a partitura publicada em Musicnotes.com por Kobalt Music Publishing America, "What the Hell" está composta no tom de lá maior, com um andamento moderadamente rápido cujo metrônomo é de 144 batidas por minuto. O alcance vocal na faixa varia entre fá sustenido de três oitavas e mi de cinco oitavas.
Embora tenha sido descrita pela artista como "uma mensagem ampla sobre liberdade pessoal", "What the Hell" foi interpretada por Gil Kaufman da MTV News como uma "declaração de independência de uma ex-estrela adolescente que está voltando à cena após seu primeiro atrito significativo com sua gravadora e na sequência de um divórcio público". Para Jody Rosen da Rolling Stone, trata-se de "um hino sobre uma boa garota [...] ficar na rua até tarde, trocando de parceiro e exigindo vingança psicológica". Nas palavras de Adam R. Holz da Plugged In, seu conteúdo lírico "faz pouco caso da promiscuidade sexual".

## Recepção crítica
A recepção crítica para com "What the Hell" foi positiva em sua maioria, com comparações constantes a "Girlfriend" (2007), também de Lavigne. Nick Levine, comentarista da página Digital Spy, concedeu-lhe nota máxima de cinco estrelas, elogiando seu refrão "excelente". Também notando seu "refrão cantante", Rosen, que em sua resenha para Rolling Stone deu três estrelas e meia entre um total de cinco, disse que a obra é "facilmente uma das mais viciantes da cantora", mas alertou: "É estricnina disfarçada de [música] chiclete." Bill Lamb do About.com prezou a "melodia pop irresistível" da canção, porém alegou que esta poderia ser "irritante para alguns". Apesar disso, Lamb declarou que "[a música] te puxa para cantar junto, quer você queira ou não". Escrevendo para o The Globe and Mail, Robert Everett-Green opinou que "What the Hell" diz mais a respeito de Max Martin do que de sua intérprete; o crítico supôs que o tema seria bem aceito por ouvintes de outras produções de Martin. Negativo em sua opinião, o blogueiro Perez Hilton comentou sobre a faixa: "É mais do mesmo. Um pouco sem inspiração". Hilton destinou-a apenas a admiradores da cantora, dizendo que não era atrativa para um público novo, enquanto Murilo Basso da Rolling Stone Brasil disse que "a canção se perde em meio a um refrão desnecessário". Josh Langhoff da PopMatters definiu "What the Hell" como "uma [d]as coisas interessantes" em Goodbye Lullaby, opinião compartilhada por outros analistas, como Dan Weiss do The Village Voice, que a considerou "de modo geral, a única coisa agradável" no álbum.

## Desempenho comercial
Na América do Norte, "What the Hell" entrou para as principais paradas musicais do Canadá e dos Estados Unidos. No gráfico Hot 100 canadense, a canção estreou no número 8, sua melhor posição, na semana terminada em 29 de janeiro de 2011. Em 19 de janeiro de 2011, debutou no posto número 13 da Billboard Hot 100. Em sua quinta semana, alcançou seu pico no 11.º lugar no gráfico americano. Com isso, até setembro de 2015, vendeu mais de 2,1 milhões de cópias digitais no país. Na parada de singles do Reino Unido, compilada pela Official Charts Company (OCC), "What The Hell" debutou na posição de número 29 em 29 de janeiro de 2011 e, em sua oitava semana, alcançou seu melhor desempenho na região, estabelecendo-se no número 16. A Indústria Fonográfica Britânica (BPI) concedeu-lhe um disco de prata, certificando-a por mais de 200 mil cópias comercializadas.
O Japão foi o país oriental onde "What the Hell" obteve resultados mais favoráveis. Na semana de 19 de janeiro de 2011, estreou no número 2 do gráfico Hot 100 do país, sendo esta sua melhor posição, ficando atrás somente de "Dada", da banda japonesa Radwimps. Ao final do ano de 2011, estabeleceu-se como a décima obra mais bem-sucedida em território japonês. A Associação da Indústria de Gravação do Japão (RIAJ) certificou "What the Hell" com dois discos de platina por mais de 500 mil cópias vendidas. Na Oceania, "What the Hell" conquistou um sucesso considerável. Na Austrália, a faixa debutou no 90.º posto da parada de singles da Associação da Indústia Fonográfica Australiana (ARIA) em 30 de janeiro de 2011. Em sua quinta semana no gráfico, chegou à sexta posição, sendo esta sua melhor colocação. Ademais, recebeu da ARIA dois discos de platina, equivalentes a 140 mil cópias. Na edição de 17 de janeiro de 2011 da parada de singles neozelandesa publicada pela Recorded Music NZ (RMNZ), estreou no número 32 e, em 7 de fevereiro do mesmo ano, alcançou o número 5 como sua melhor posição. A RMNZ certificou a canção com um disco de ouro, equivalente a 7 mil e 500 cópias.

## Apresentações ao vivo
"What the Hell" foi apresentada ao vivo pela primeira vez no especial de Ano-Novo Dick Clark's New Year's Rockin' Eve exibido entre 31 de dezembro de 2010 e 1.º de janeiro de 2011. Em 2 de fevereiro seguinte, Lavigne interpretou a canção em uma sessão musical Walmart Soundcheck. Ela cantou "What the Hell" no programa francês Taratata, no segmento Live Lounge da BBC Radio 1 e no Festival de Sanremo de 2011, respectivamente em 8, 14 e 19 do mesmo mês.

## Videoclipe

Para fugir de seu interesse amoroso, Lavigne rouba um táxi e vai a um local onde vários homens se encontram jogando basquete. Esta e outras cenas do videoclipe servem de analogia à letra da canção.

O videoclipe de "What the Hell" foi filmado nos dias 3, 4 e 5 de dezembro de 2010, em Los Angeles, sob a direção de Marcus Raboy e filmado com a tecnologia 3D. Em 8 de janeiro, Avril começou a liberar pouco a pouco cenas dos bastidores do vídeo em seu perfil oficial no Facebook, nomeada de Happy Hour Week. As cenas a mostram com sua banda, tocando em um palco com várias pessoas na frente. O MTV Buzzworthy publicou uma matéria dizendo que "Avril vem como um Avatar no videoclipe de 'What the Hell'", já que, segundo o site, este poderia "fazer um grande sucesso, além de ser produzido com a tecnologia 3D". Uma semana depois de seu lançamento, o vídeo estava entre os mais visualizados no YouTube, com quase três milhões de acessos.
O vídeo foi lançado oficialmente em 23 de janeiro de 2011 na rede ABC, em horário nobre, durante a exibição do longa Mean Girls 2. Avril conversou com a MTV sobre ele e o descreveu como mostrando "um rapaz que a persegue, então ela entra em um táxi e ele continua a segui-la. Ela entra em uma loja de roupas e o rapaz ainda está atrás dela, mas no final do vídeo, ela está apenas se divertindo com ele, que é o seu namorado, e ela afinal gosta dele".
| “ | O videoclipe é em 3D e a minha parte favorita nele é a cena de rock no fim, em que salto para o palco com a minha banda. Depois que o gravamos e eu fui assistir em 3D com os óculos, pude mesmo ver as mãos do público e sentir que estava no meio da multidão, portanto foi legal. | ” |

O vídeo também mostra marcas e projetos paralelos de Avril Lavigne. Logo no começo dele, aparece um notebook da Vaio, marca da Sony, mesma empresa de sua gravadora a Sony BMG. As suas duas linhas de perfumes, Black Star e Forbidden Rose, são mostradas quando a cantora está no quarto de calcinha e sutiã, e por fim a sua marca de roupas Abbey Dawn é usada quando Lavigne vai comprar roupas. A revista Rolling Stone disse que "o vídeo certamente captou o tom da música, combinando seu sentimento lírico com algumas palhaçadas. Além de ter o mesmo jeito e seriedade de seus singles antigos, 'Sk8er Boi', 'Complicated' e 'Girlfriend'".
No portal brasileiro R7 foi dito que Avril "ensina como se divertir e não sofrer por amor. Em uma das partes do clipe, Lavigne deixou de ser uma menininha e mostrou o lado mulherão, aparecendo no vídeo só de lingerie e ao lado de um rapaz". Lavigne subiu da 21ª para a 8ª posição no Social 50 da Billboard após o lançamento do vídeo, que aumentou sua popularidade em 376% no Facebook e 302% no YouTube em uma semana, com mais de sete milhões de visualizações em 3 de fevereiro de 2011. Na parada da VH1 o VH1 Top 20 Video Countdown, o clipe esteve no topo por várias semanas.

## Reconhecimento
"What the Hell" ganhou a categoria Hot 100 Airplay do Ano na edição japonesa dos Prêmios Musicais da Billboard de 2011. No mesmo ano, seu videoclipe recebeu nomeações a Vídeo Internacional do Ano de um(a) Canadense e Seu Favorito: Vídeo, perdendo em ambas: para "Find Your Love" de Drake na primeira e para "Somebody to Love" de Justin Bieber com a participação de Usher na segunda. Em 2012, a obra foi uma das canções premiadas dentro do segmento pop — considerando desempenho televiso e em rádios nos Estados Unidos — tanto nos Prêmios BMI de Londres quanto nos Prêmios BMI de Música Pop.
Para a Rolling Stone, Rob Sheffield ranqueou suas 25 canções favoritas de 2011, incluindo "What the Hell" na 22.ª colocação. Bill Lamb publicou na página About.com sua lista das 10 melhores canções de Lavigne, na qual "What the Hell" ficou no número 6. Por sua vez, Michael Nelson da Stereogum a posicionou no 13.º lugar em uma lista com as 30 canções essenciais produzidas por Max Martin.

## Faixas e formatos
| - Download digital 1. "What the Hell" – 3:39 - CD single 1. "What the Hell" – 3:39 2. "What the Hell" (instrumental) – 3:39 | - CD single japonês 1. "What the Hell" – 3:39 2. "Alice" (versão estendida) – 5:00 3. "What the Hell" (instrumental) – 3:39 |

## Créditos
Créditos de "What the Hell" adaptados do encarte de seu CD single.
- Gravada nos estúdios Maratone (Estocolmo, Suécia)
- Masterizada nos estúdios MixStar (Virginia Beach, Estados Unidos)

Pessoal
- Composição – Avril Lavigne, Max Martin, Shellback
- Produção e gravação – Max Martin, Shellback
- Engenharia de áudio – Michael Ilbert
- Mixagem – Serban Ghenea
- Engenharia de mixagem – John Hanes
- Assitência da engenharia de mixagem – Tim Roberts
- Vocais principais e vocais de apoio – Avril Lavigne
- Bateria, guitarra e baixo – Shellback
- Teclado – Max Martin

## Paradas musicais
| Parada musical (2011)               | Melhor posição |
| ----------------------------------- | -------------- |
| Alemanha (GfK Entertainment Charts) | 21             |
| Austrália (ARIA)                    | 6              |
| Áustria (Ö3 Austria Top 40)         | 20             |
| Bélgica (Ultratop 50 de Flandres)   | 16             |
| Bélgica (Ultratop 50 de Valônia)    | 13             |
| Canadá (Canadian Hot 100)           | 8              |
| Canadá (CHR/Top 40)                 | 16             |
| Escócia (Scottish Singles Chart)    | 14             |
| Eslováquia (Radio Top 100)          | 8              |
| Estados Unidos (Billboard Hot 100)  | 11             |
| Estados Unidos (Mainstream Top 40)  | 8              |
| Estados Unidos (Adult Top 40)       | 12             |
| Europa (Euro Digital Songs)         | 17             |
| França (SNEP)                       | 18             |
| Hungria (Rádiós Top 40)             | 5              |
| Irlanda (IRMA)                      | 30             |
| Japão (Hot 100)                     | 2              |
| Japão (Adult Contemporary Airplay)  | 1              |
| Japão (Oricon Singles Chart)        | 15             |
| Nova Zelândia (Recorded Music NZ)   | 5              |
| Países Baixos (Dutch Top 40)        | 30             |
| Países Baixos (Dutch Charts)        | 51             |
| Suécia (Sverigetopplistan)          | 51             |
| Suíça (Schweizer Hitparade)         | 18             |
| Reino Unido (UK Singles Chart)      | 16             |
| Tchéquia (Radio Top 100)            | 2              |

| Parada musical (2011)                      | Posição |
| ------------------------------------------ | ------- |
| Austrália (ARIA)                           | 48      |
| Bélgica (Ultratop 50 de Flandres)          | 94      |
| Canadá (Canadian Hot 100)                  | 63      |
| Coreia do Sul (Gaon International Singles) | 6       |
| Estados Unidos (Billboard Hot 100)         | 62      |
| Estados Unidos (Mainstream Top 40)         | 42      |
| Estados Unidos (Adult Top 40)              | 40      |
| Hungria (Rádiós Top 40)                    | 82      |
| Japão (Japan Hot 100)                      | 10      |
| Reino Unido (UK Singles Chart)             | 142     |

## Certificações
| Região | Certificação | Vendas   |
| --- | ------------ | -------- |
| Austrália (ARIA) | 2× Platina   | 140 000^ |
| Itália (FIMI) | Ouro         | 15 000*  |
| Japão (RIAJ) | 2× Platina   | 500 000^ |
| México (AMPROFON) | Ouro         | 30 000*  |
| Nova Zelândia (RMNZ) | Ouro         | 7 500*   |
| Reino Unido (BPI) | Prata        | 200 000‡ |
| * certificação baseada somente no número de vendas ^ certificação baseada somente no varejo ‡ certificação baseada em vendas+valores de streaming |              |          |